# Nanoĸ Qullissat
Nanoĸ Qullissat (in neuer Rechtschreibung Nanoq Qullissat) war ein grönländischer Fußballverein aus Qullissat.

## Geschichte
Nanoĸ Qullissat wurde 1950 gegründet. Der Vereinsname bedeutet übersetzt „Eisbär“.
Bei der ersten Ausgabe der Grönländischen Fußballmeisterschaft im Jahr 1954/55 nahm eine Mannschaft aus Qullissat teil, bei der es sich vermutlich um Nanoĸ gehandelt hat. Für die folgende Ausgabe im Jahr 1958 ist die Mannschaft sicher als Teilnehmer belegt, auch wenn nicht bekannt ist, wie sie abgeschlossen hat. An der Meisterschaft 1959/60 nahm Nanoĸ Qullissat ebenfalls teil. In der ersten Runde verlor die Mannschaft gegen K'SP Qeqertarsuaq mit 3:4, das Spiel musste aber wegen des Einsatzes nicht spielberechtigter Spieler beim Gegner annulliert werden und endete im Wiederholungsspiel mit einem 4:0-Sieg für Nanoĸ. In der folgenden Runde siegte die Mannschaft per Losentscheid. Die Mannschaft gewann auch die folgenden Spiele und holte schließlich die Meisterschaft. Im Folgejahr qualifizierte sie sich für die neueingeführte Schlussrunde und wurde schließlich Zweiter. 1966/67 konnte sich Nanoĸ Qullissat hingegen nicht für die Schlussrunde qualifizieren. 1969 erreichte die Mannschaft wieder die Schlussrunde, verlor aber das Halbfinalspiel. Für die Folgejahre ist nicht bekannt, ob Nanoĸ Qullissat an der Meisterschaft teilgenommen hat. Ende 1971 war der Verein Gründungsmitglied des Grönländischen Fußballverbands, allerdings war zu diesem Zeitpunkt schon damit begonnen wurden, Qullissat zu entvölkern und aufzugeben, sodass zweifelhaft ist, dass der Verein noch an der Meisterschaft 1972 teilnahm. Mit der Schließung der Stadt wurde auch der Verein aufgelöst.

## Platzierungen bei der Meisterschaft
- 1954/55: unbekannt
- 1958: nicht qualifiziert
- 1959/60: Meister
- 1963/64: Platz 2 (von 4)
- 1966/67: nicht qualifiziert
- 1967/68: unbekannt
- 1969: Platz 3/4 (von 4)
- 1970: unbekannt
- 1971: unbekannt
- 1972: unbekannt